# Geranomyia bicincta
Geranomyia bicincta är en tvåvingeart. Geranomyia bicincta ingår i släktet Geranomyia och familjen småharkrankar.

## Underarter
Arten delas in i följande underarter:
- G. b. angusticincta
- G. b. bicincta